# Hyémondans
Hyémondans település Franciaországban, Doubs megyében. Lakosainak száma 203 fő (2022. január 1.). Hyémondans Sourans, Goux-lès-Dambelin, Dambelin, Vyt-lès-Belvoir, Anteuil és Lanthenans községekkel határos.

## Népesség
A település népességének változása:
| Lakosok száma | 104  | 148  | 151  | 179  | 193  | 194  | 201  | 207  | 210  | 203  |
|               | 1968 | 1982 | 1990 | 2006 | 2013 | 2015 | 2017 | 2019 | 2020 | 2022 |